# Teichgut in der Oerreler Heide
Teichgut in der Oerreler Heide este o arie protejată (sit de importanță comunitară — SCI) din Germania întinsă pe o suprafață de 52,23 ha, integral pe uscat.

## Localizare
Centrul sitului Teichgut in der Oerreler Heide este situat la coordonatele 52°37′44″N 10°31′32″E / 52.6289°N 10.5256°E.

## Înființare
Situl Teichgut in der Oerreler Heide a fost declarat sit de importanță comunitară în ianuarie 2005 pentru a proteja 1 specie de animale.

## Biodiversitate
Situată în ecoregiunea atlantică, aria protejată conține 2 habitate naturale: Ape stătătoare oligotrofe până la mezotrofe, cu vegetație de Littorelletea uniflorae și/sau de Isoëto-Nanojuncetea, Mlaștini turboase de tranziție și turbării mișcătoare.
La baza desemnării sitului se află o specie protejată de  mamifere: vidră de râu (Lutra lutra).
Pe lângă speciile protejate, pe teritoriul sitului au mai fost identificate 4 specii de plante.